# A nemzetiségi kérdés irodalma Romániában
A nemzetiségi kérdés irodalma Romániában 1945 után használt elnevezés; 1919 és 1945 között a kisebbségi kérdés irodalma néven hivatkoztak rá. Az 1945. augusztus 3-án kelt 629. számú törvényrendelet azonban törölte a „kisebbség” kifejezést, és helyébe az „együtt élő nemzetiség” fogalmát helyezte. Ettől kezdve már a nemzetiségi kérdés került az írásbeliség tárgykörébe. A téma több területet fog át, ezek között a legfontosabbak: a kisebbségek jogi helyzete; e helyzet beépítése a nemzetközi viszonyokba; az új létforma gazdasági problémái; a művelődéssel kapcsolatos kérdések; az adott lét adatszerű bemutatása, a kisebbségtörténeti nézőpont.

## Jogi megközelítés
A jogi megközelítés megkövetelte az elméleti alapok lerakását. Ahhoz, hogy tisztázni lehessen, milyen jogok illetik meg a többségtől különböző népcsoportokat, körül kellett határolni a kisebbség fogalmát. Albrecht Ferenc, Balogh Artúr, Jakabffy Elemér, Willer József és mások jogelméleti írásaiban megfogalmazódott az a gondolat, hogy a kisebbség nem egyszerűen csak faji, nyelvi, vallási szempontból, hanem nemzeti jellege révén is különbözik a többségtől. E kérdés az 1923-as új román alkotmány elfogadásakor az elmélet köréből áttevődött a pozitív jog területére. Az alkotmányt a kisebbségek szempontjából értékelő írások kiemelték: az ország alapokmánya nem fogadja el a kisebbségeket "jogi személyiség"-ként, velük kapcsolatban csak minden állampolgárra vonatkozó egyéni jogokat tartalmaz. Az egyéni és kollektív jog kérdéskörét taglaló írások alapgondolata szerint viszont a kisebbségnek állampolgárként birtokolnia kell minden egyéni jogot, és ezen felül meg kell kapnia a bizonyos közösséghez – kisebbséghez – tartozásából eredő kollektív jogokat is, anélkül, hogy ez sértené az állami szuverenitást. A román állam iránti lojalitás és annak bírálata, hogy az alkotmány csak "állampolgárt" ismer – így az itt élő magyarság is "román" –, szervesen egybefonódott.
A kisebbségi lét jogi státusát egyesek etikai szemszögből is megközelítették, így Paál Árpád (Erkölcsi szempontok a népkisebbségi jogban. Magyar Kisebbség, 1935/11); szerinte az állapotokon az embertársak iránti erkölcsi kötelességek betartásának szorgalmazásával kellene javítani.

## Nemzetközi jogi megközelítés
A két világháború között a romániai magyarság jogi helyzetének sajátos jelleget kölcsönzött az, hogy Románia nemzetközi szerződésekben kötelezettségeket vállalt a kisebbségek iránt, s ezek betartásának szavatolását a Népszövetségre bízták. Ott volt aztán az erdélyi románság képviselőinek önkéntes vállalása a kisebbségek ügyében a Gyulafehérvári Határozatokban. A kisebbségi kérdés irodalmának tekintélyes része e kérdéskörhöz kapcsolódik. A Népszövetséghez eljuttatott panaszokkal, a szervezett nemzeti kisebbségi kongresszusokon elhangzott felszólításokkal, a gyulafehérvári pontokkal foglalkozó közlemények összeurópai koordináták közé vagy történelmi dimenziókba helyezték a romániai magyarság problémáit. Erre nézve olyan összegező munkák jelentek meg, mint Balogh Artúr franciául és németül is kiadott könyve (A kisebbségek nemzetközi védelme. München, 1928; Párizs, 1930), Buza László A kisebbségek jogi helyzete (Budapest, 1930), Jakabffy Elemér Népkisebbségi kívánságaink és feladataink (Lugos,  1935), Mikó Imre A romániai magyar kisebbség panaszai a Nemzetek Szövetsége előtt (Hitel 1936/11), Mikó Imre Nemzetiségi jog és nemzetiségi politika (Kolozsvár, 1944), Nagy Lajos A kisebbségek alkotmányjogi helyzete Nagyromániában (Kolozsvár, 1944) c. írása.
Ezt az összeurópai szemléletmódot jól jellemzi a Korunk kisebbségi irodalma. A baszkokról és katalánokról írt cikkek, az ún. "Duna-medence-vita" (Balogh Edgár, Jordáky Lajos, Halász Sándor, Sinkó István, Szabó Imre és mások részvételével), Bányai Imre, Dobossy Imre, Földi Erzsébet, Zsolt László [Porzsolt László], Kovács Károly [Fedor János] és mások cikkei igazolják, hogy a folyóirat igyekezett általánosabb összefüggésekbe beágyazni a kisebbségi problémát. Ezt tette Bányai László is, aki Magyarság a Duna völgyében (Kolozsvár, 1938) c. kötetében jelentette meg főleg a Korunkban közölt hasonló jellegű írásait.

## Gazdasági megközelítés
A romániai magyarság gazdasági életének szempontjából jelentős és sokat kommentált esemény volt az 1921-es földreform. Az agrárreform teremtette általános helyzeten túlmenően (Oberding József György: Az agrárreform. Kolozsvár, 1930; Venczel József: Erdély és az erdélyi román földreform. Hitel, 1940-41/3-4) különösen két esemény érintette a romániai magyar parasztságot: a Csíki Magánjavak kisajátítása és a múlt század végén Erdélybe és Bánságba betelepített kistulajdonosok földjeinek elvétele. E két témakörben a cikkek százai jelentek meg. Ugyancsak a falusi kisebbségi dolgozókat érintette a hitelek nyújtásának diszkriminatív rendszere (vö: Oberding József György: A mezőgazdasági hitelkérdés rendezésére irányuló törekvések a román törvényhozásban. Kolozsvár, 1932), valamint a konverzió néven ismert, a mezőgazdasági adósságok szanálását előíró törvény (erről cikkezett többek között Gyárfás Elemér). Különleges érdemeket szerzett Mikó Imre azzal, hogy a maga korában rendhagyó módon az osztályszerkezet és a nemzetiségi hovatartozás összefüggésében vizsgálta az erdélyi falut, s egységes feladatként jelölte meg: küzdeni az osztályelnyomás ellen, s hűnek maradni nemzetiségünkhöz (Az erdélyi falu és a nemzetiségi kérdés. Kolozsvár, 1932). Egészen más oldalról közelítette meg az itt élő magyarság más rétegeinek gazdasági nehézségeit Gyárfás Elemér, aki főleg a hazai magyar tőkét és pénzintézeteket ért méltánytalan megkülönböztetés ellen hadakozott (Erdélyi problémák. Kolozsvár, 1923; Románia hitelszervezetei és az erdélyi magyar pénzintézetek. Lugos, 1924).

## Művelődéspolitikai szempontok
A társadalmi mozgások erőteljesen kihatottak kisebbségi értelmiségi rétegre, ill. főleg arra a munkaterületre – a művelődésre –, amellyel tevékenységük összefonódott. A kisebbségi kérdés irodalmának szakíróiban tudatosodott, hogy a kisebbség fennmaradásának alapvető feltétele: megőrizni s lehetőség szerint gazdagítani nyelvünket, művelődési kincseinket. Ennek egyik eszköze: a demokratikus iskolapolitika. E tárgykörben a számos sérelmet jelző hírlapi cikken kívül olyan áttekintések is megszülettek, mint Balázs András Adatok az erdélyi kisebbségek iskolavédelmi küzdelmeihez. 1919-1929 (Kolozsvár, 1929), R. Szebeni András Az erdélyi magyarság népoktatás-ügyének statisztikai mérlege (Budapest, 1935) vagy Jancsó Elemér Az erdélyi magyarság életsorsa nevelésügyünk tükrében (Budapest, 1935) c. munkája. Ehhez kötődik a felekezeti iskolák fenntartásával kapcsolatos nehézségek elemzése s tágabb összefüggésben a különböző egyházakat sértő intézkedések vizsgálata (vö. Tusa Gábor: A romániai magyar egyházak és az állam közötti viszony. Kolozsvár, 1934). Súlypontos volt ezen belül a konkordátum, valamint az Erdélyi Római Katolikus Státus körüli csatározás. (Ebbe egyebek között Gyárfás Elemér, Jakabffy Elemér, Késmárki Gergely, Pál Gábor kapcsolódott be.)
A folyóiratokban vagy különkiadásban megjelentették a magyar parlamenti képviselők beszédeit, ezek a kordokumentumok – mint például a Willer József kamarai beszédeit tartalmazó Küzdelem a nemzetiségek nyelvhasználatáért (Lugos 1936) c. kötet – jól tükrözik a nemzetiségi művelődés feszültségeit. E tárgykörbe vág a művelődés különböző területein dolgozó értelmiségiek létviszonyainak elemzése, ezt végezte el egyebek között Mikó Imre a romániai magyar jogászokra, Venczel József az egyetemi hallgatókra nézve.

## Szociográfiai szempontok
Az említett számbavétel tágabb összefüggésben az adatszerű önmegismerés szükségletének része. Ez az a pont, ahol a kisebbségi kérdés irodalma érintkezik a szociológiai irodalommal. Az inkább szociográfiai jellegű falurajzok, felmérések – például Venczel Józsefnek a székely népfölöslegről írt tanulmánya – mellett szigorúbban statisztikai jellegű munkák is megjelentek, így Jakabffy Elemér Erdély statisztikája (Lugos 1923); a Sulyok István-Fritz László szerkesztette Erdélyi Magyar Évkönyv 1918-1929 (Kolozsvár, 1930); Kiss Árpád Az állami magyar tannyelvű elemi iskolák és tagozatok c. tanulmánya (Magyar Kisebbség, 1936-37).

## Történelmi dimenziók
Végül a kisebbségi kérdés irodalmának megvolt a történelmi dimenziója. A kisebbségi probléma megjelenésének körülményeit és előzményeit tárgyaló írások az analógia módszerével kimutatták: a romániai magyar kisebbség ugyanazt kéri, mint annak idején a kisebbségben élt románság. E tekintetben múlhatatlan érdemei vannak Jakabffy Elemérnek, aki Adatok a románság történetéhez a magyar uralom alatt (Lugos, 1931) c. dokumentumközlésében, Páll Györggyel közösen írt A bánsági magyarság húsz éve Romániában 1918-1938 (Budapest, 1939) c. és más munkáiban vagy Mikó Imre Nemzetiségi jog és nemzetiségi politika (Kolozsvár, 1944), Bíró Sándor Kisebbségben és többségben. 1867-1940 (Bern-München, (1989) c. könyvében mutatta ki a történelmileg változó kisebbségi sorsban a permanens elemeket.

## 1940-es évek
Az 1945-ös kormányzati döntést kezdeményezői azzal indokolták, hogy a „kisebbség” kifejezés állampolgári másodrendűségre utaló hangulati elemekkel telítődött. A terminológiai különbséget időhatárnak tekintve, itt azokat az elméleti írásokat vesszük számba, amelyek a romániai magyarság viszonyaival foglalkozva, 1945 óta keletkeztek.
Az 1940-es évek második felének politikai légköre nem kedvezett a nemzetiségi létkörülményekkel kapcsolatos kérdések elmélyült elemzésének, az 1950-es évek totalitariánus hatalmi rendszere pedig az ilyen kérdéseknek még a fölvetését sem tette lehetővé. Jakabffy Elemér nemzetpolitikai szemléje, a Magyar Kisebbség 1942-ben megszűnt, s hozzá hasonló kiadvány a II. világháborút követően mintegy fél évszázadig nem jelent meg. 1944 után a kisebbségtudomány művelőit, akik között nemzetközileg elismert szaktekintélyek is voltak, jórészt megfosztották a közlési lehetőségektől, s eltávolították a közéletből. A nemzetiségi kérdés irodalma az 1944 utáni évekből még számon tart néhány kisebb munkát, 1946-49-től kezdve viszont inkább csak propagandisztikus jellegű kormányzati kiadványok jelentek meg.
Az 1944-es fordulat utáni kezdeti időkből Demeter János két könyvecskéjét említjük: A nemzetiségi kérdés a Duna völgyében és a Szovjetunióban c. tanulmányát, mely az MNSZ gondozásában jelent meg (1945), és a Nemzetiségi nyelv a közigazgatásban c. összefoglalását a Bolyai Tudományegyetem kiadásában (1946). Nemzetiségpolitikai mondandója volt Márkó József Nemzeti kérdés a Szovjetunióban c. tanulmányának (Barót, 1945) és Buza László A Szocialista Szovjet Köztársaságok Uniója mint összetett állam c. értekezésének, amely az Erdélyi Múzeumban (1945/1-2), majd önállóan is megjelent (ETF 191). Demeter János A Jugoszláv Szövetségi Köztársaság alkotmánya c. dolgozatát a Bolyai Tudományegyetem Alkotmányjogi Intézete adta ki (1946). A bukaresti Nemzetiségi Minisztérium gondozásában jelent meg, s elsősorban a román kisebbségi politika felmagasztalását volt hivatott szolgálni, de a kor kutatóinak is forrásanyagul szolgál A nemzetiségi politika három éve Romániában (1948) c. brosúra.
Az 1940-es évek második felének magyar sajtókiadványai közül az MNSZ kolozsvári napilapja, a Világosság és a Szociáldemokrata Párt lapja, az Erdély sokat foglalkozott a nemzetiségi kérdéssel. A Világosság felfogását jól érzékelteti az a válogatás, amely egykori főszerkesztőjének, Balogh Edgárnak a cikkeiből Hídverők Erdélyben 1944-46 c. alatt jelent meg a Kossuth Kiadónál (Budapest, 1985). Az Erdély hasábjain közölt nemzetiségelméleti irodalomból ki kell emelnünk Nagy Géza Szociáldemokrácia és nemzeti egyenjogúság c. írását (1946). A háborús összeomlás és a békeszerződés várható következményei miatt megrendült nemzeti öntudat megnyugtatását kívánta szolgálni Szenczei László A magyar nép tragédiája c. munkája (Kolozsvár, 1945), Jordáky Lajos A márciusi ifjúság (Kolozsvár, 1945), Bözödi György Erdély szabadságharca 1848-49 c. dokumentumgyűjteménye (EMKE, Kolozsvár, 1945) és Balogh Edgár füzete, Az igazi 1848, amely 1948-ban elhangzott rádiósorozatának szövegét tartalmazta.

## 1950-1970 közt
Ebből az időszakból a szóban forgó kérdés csak olyan alkalmi kiadványokban jelenik meg, mint a Magyar Autonóm Tartományról szóló propagandafüzetek vagy egy, a nemzetiségi megvalósításokat ismertető temesvári brosúra (1957). A nemzetiségi kérdés irodalmáról csak az 1960-as évek végétől kezdve beszélhetünk újra. Amikor 1968-69-ben, a csehszlovákiai szovjet beavatkozás után Romániára nézve fenyegetővé vált a kelet-európai helyzet, Bukarestnek szüksége volt az erdélyi magyar tömegek támogatására, s ez lehetővé tette a nemzetiségi vizsgálatokat. Megszaporodtak a Korunkban és A Hétben az erdélyi magyarság helyzetével foglalkozó tanulmányok. A nemzetiségtudomány akkori művelői közül Mikó Imre nevét kell elsősorban említenünk. Írásait halála után Változatok egy témára (1981) címmel kötetbe gyűjtve bocsátotta közre a Kriterion Könyvkiadó.
Gáll Ernő ekkori munkásságában is előtérbe került a nemzetiségi kérdéskör. A társadalmi hagyományainkról és az önismeretről szóló értekezése, a transzilvanizmus taglalása, a társadalomelméleti viták áttekintése központi helyet foglalt el elméleti tevékenységében. Olyan gyűjteményes kötet jelzi elkötelezettségét, mint a Pandora visszatérése (1979), benne a kisebbségi magatartásforma jellegadó ethoszként értelmezett "sajátosság méltósága" fogalmával.

## 1970-es évek
Az 1970-es években Balogh Edgár, Demeter János, Lőrincz László, Takáts Lajos, Tóth Sándor, a fiatalabb nemzedék soraiból Fábián Ernő, Nagy György és Várhegyi István foglalkozott a nemzetiségi lét kérdéseivel. Ki kell emelnünk Semlyén István demográfiai felméréseit, aki statisztikai adatokra támaszkodva demográfiai szempontból vizsgálta a nemzetiségi viszonyokat. Ugyanebbe a vonulatba illeszkedik a Kriterion Változó valóság címmel megjelentetett két gyűjteményes szociológiai-szociográfiai kötete (1979, 1981). 1973-tól kezdve Fazekas János a pártvezetésben betöltött tisztségeit fedezékül használva mind magyar, mind román nyelven kötetben is megkísérelte ellensúlyozni a román nacionalista történetírás és politológia kártékony szellemiségét.

## 1980-as évek
Közben felerősödtek s az 1980-as évek elején eluralkodtak a diktatúra etnokratikus vonásai. A hatalmi intézmények az egységes román nemzetállam eszméjétől vezéreltetvén átfogó támadást indítottak a kisebbségi népcsoportok ellen, a nemzetiségi politika újra a cenzúra homlokterébe került. A Koppándi Sándor szerkesztésében megjelent A romániai magyar nemzetiség (1981) c. kötet, valamint a Didaktikai és Pedagógiai Könyvkiadó Nemzetiségi oktatás Románia Szocialista Köztársaságban c. tablója volt az utolsó két munka, amely még megjelenhetett, hogy közel egy évtizedre e témakör eltűnjön a romániai írott magyar szó világából.
A közösségi megmaradás ügye mellett elkötelezett erdélyi magyar társadalomkutatók kénytelenek voltak külföldön megjelentetni munkáikat. A nemzetközi közvéleményben is nagy visszhangot váltott ki a párizsi Irodalmi Újság Lázár György álnév alatt közölt Jelentés Erdélyből (1977) c. melléklete, amit Tordai Zádor öntött végső formába, de a kulcsszerepet megírásában Tóth Sándor játszotta. Az anyagot több nyugat-európai lap is átvette. Egy New York-i dokumentum-gyűjteményben helyet kaptak mindazok a tiltakozó folyamodványok, amelyeket Takáts Lajos, a Bolyai Tudományegyetem volt rektora és Király Károly, az RKP Központi Bizottságának volt tagja intézett a román pártvezetéshez. A külföldön álnév alatt megjelent írások közt szerepel Erdélyi Árpád-Tegzes András álnévvel Nagy György A romániai magyar értelmiség jelenéről – jövőjéről c. elemzése, melyet az akkor még illegális budapesti Beszélő közölt (1984/ 10). A Ceauşescu-féle önkényuralom eldurvulása miatt aggódó nemzetközi közvéleményt egyre többet foglalkoztatta a romániai helyzet. Ugyanekkor a Magyarországon végbemenő változások nyomán az ottani gondolkodás is föladta a kisebbségekbe szakadt nemzetrészek kapcsán addig tanúsított közömbösségét, s mind határozottabban szót emelt az erdélyi magyarság védelmében. Schöpflin György The Hungarians of Romania (London, 1978) c. munkája mellett Illyés Elemér Erdély változása. Mítosz és valóság (München, 1975) c. könyve németül és angolul is megjelent. Említést érdemelnek a Kende Péter szerkesztette párizsi Magyar Füzetek. Itt jelentek meg Bíró Péter álnéven Molnár Gusztáv bukaresti naplójegyzetei is (1978).
Magyarországon Illyés Gyula politikai felszólalása, a Válasz Herdernek és Adynak (Budapest, 1977-78) jelentette a fordulatot. Egyre gazdagabb nemzetiségelméleti irodalom született. 1985-ben az Országos Széchényi Könyvtár keretein belül Magyarságkutató Csoport jött létre a határon kívül rekedt nemzetrészek helyzetének vizsgálatára. A nemzeti kérdés megoldása – világfeladat címmel a budapesti Kritika (1978/3), Nemzetiségi közélet – dunavölgyi közélet címmel a budapesti Élet és Irodalom (1979) Balogh Edgárral jelentetett meg interjút, az Új Írásnak egy Mikó Imrével folytatott beszélgetését közölte Szabó Zsolt. Egy fontos könyv is kikerekedett ekkor A nemzetiségek egyenjogúsításának útján (Budapest, 1983) címmel, melyben Joó Rudolf folytatott "jogtörténeti beszélgetést" Demeter Jánossal.

## 1989 után
1989 végén a diktatúra összeomlása új szakasz kezdetét jelentette. Noha Bukarest kisebbségi politikája lényegében nem módosult, mert az egységes román nemzetállam gondolatát az új román hatalmi elit sem volt hajlandó feladni, a nemzetiségi problémával kapcsolatos elméleti munka megváltozott. A közéleti talpra állás során újraindult a létkérdések elméleti megoldása. Tóth Sándornak A nemzet európai modelljéről még 1985-ben készült, de csak 1993-ban megjelent munkája az alcím szerint "Kísérlet annak tisztázására, hogy mi a nemzet szerepe az emberré válás folyamatában". A változások Tóth Sándornak egy másik munkáját is kiszabadították a szerzői rejtőzéskényszerből: még 1987-ben ő is adott ki egy jelentést Erdélyből, s ezt Párizsban az új körülmények közt 1990 januárjában megjelentette. Munkáját, mely részletesen taglalta az egységes román nemzeti állam fikciójából kinőtt román elnyomó politika kártételeit, az emigrációba taszított jeles román műfordító, Gelu Păteanu átültetésében New Yorkban Quo vadis, Romania? címmel románul is kiadták (1990).
Ugyancsak a nemzetiségi kérdéskörbe vágó munka Gáll Ernőnek A nacionalizmus színeváltozásai c. könyve, melyhez Budapesten hiába próbált az 1980-as évek derekán kiadót találni. A diktatúra bukását követően fejezeteket adott közre belőle, majd kiegészítve Nagyváradon jelent meg 1994-ben. A cenzúra felszámolása tette lehetővé Jakabffy Elemér Nemzetpolitikai írások (1993) c. Téka-kötetének megjelenését, míg szemléjéről Balázs Sándor Lugosi üzenet (Szatmárnémeti, 1995) c. monográfiája is napvilágot látott.
A sajtóban a kisebbségi jogvédelem gondjai, a nemzeti egyenjogúság alkotmányos szavatolásának ügye, valamint az erdélyi magyar önigazgatási modell szükségszerűen központi helyre kerültek. Új szerzők sorakoztak fel, így Bakk Miklós, Bíró Béla, Csapó I. József, Egyed Péter, Kolumbán Gábor, Magyari Nándor László, Markó Béla, Salat Levente, Szilágyi N. Sándor.